# Roland Moreno

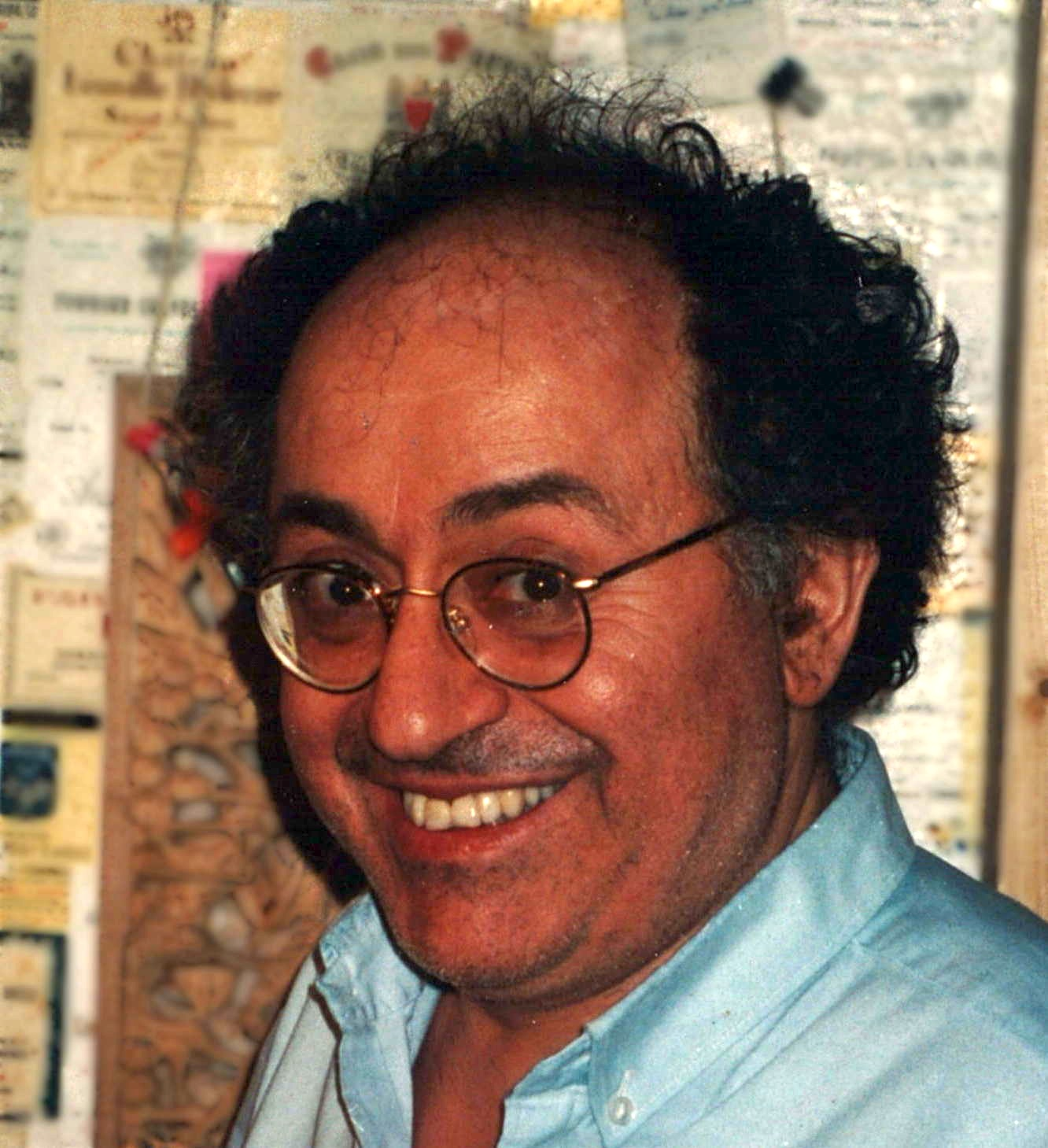
Roland Moreno (1996)

Roland Moreno (* als Roland Bahbout 11. Juni 1945 Kairo; † 29. April 2012 in Paris) war ein ägyptisch-französischer Erfinder. Er gilt als einer der Erfinder der Chipkarte.
Moreno kam mit seiner ägyptisch-jüdischen Familie als Kind nach Frankreich, wo die Familie den Namen in Moreno änderte. Er besuchte angesehene Schulen in Paris (Lycée Montaigne und Lycée Condorcet), verließ aber früh die Schule und bezeichnete sich als Autodidakten. Als Schulabbrecher arbeitete er als Botenjunge, als Reporter für ein Detektivmagazin, er arbeitete für die Zeitschrift L’Express und war ein Redakteur bei der Chemiezeitschrift Chimie-Actualités. Ihm wurden in Frankreich auf Basis seiner Anmeldungen vom 25. März 1974 für eine PROM-Speicherkarte und vom 13. Mai 1975 für eine PIN-geschützte Karte mit intelligentem Speicherchip Patente erteilt, die er mit seiner Firma Innovatron vermarktete. Außerdem bewies er 1978, dass ein Halbleiterchip in einer Plastikkarte mit der Dicke von 0,76 mm eingebettet werden kann und damit kompatibel zum Format von üblichen Bank- und Kreditkarten herstellbar ist. Diese Karte nannte er carte à puce (Floh-Karte, wegen der Größe und der beinartigen Anschlüsse des Chips). In Frankreich gelangte seine Erfindung als Guthabenkarte früher als in anderen Ländern zum Durchbruch, nachdem sie 1983 von der Telefonfirma France Télécom zum Telefonieren eingeführt worden war.

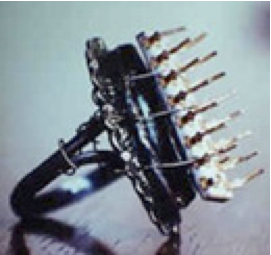
Funktionsmuster des Siegelrings mit PROM-Speicher, 1974

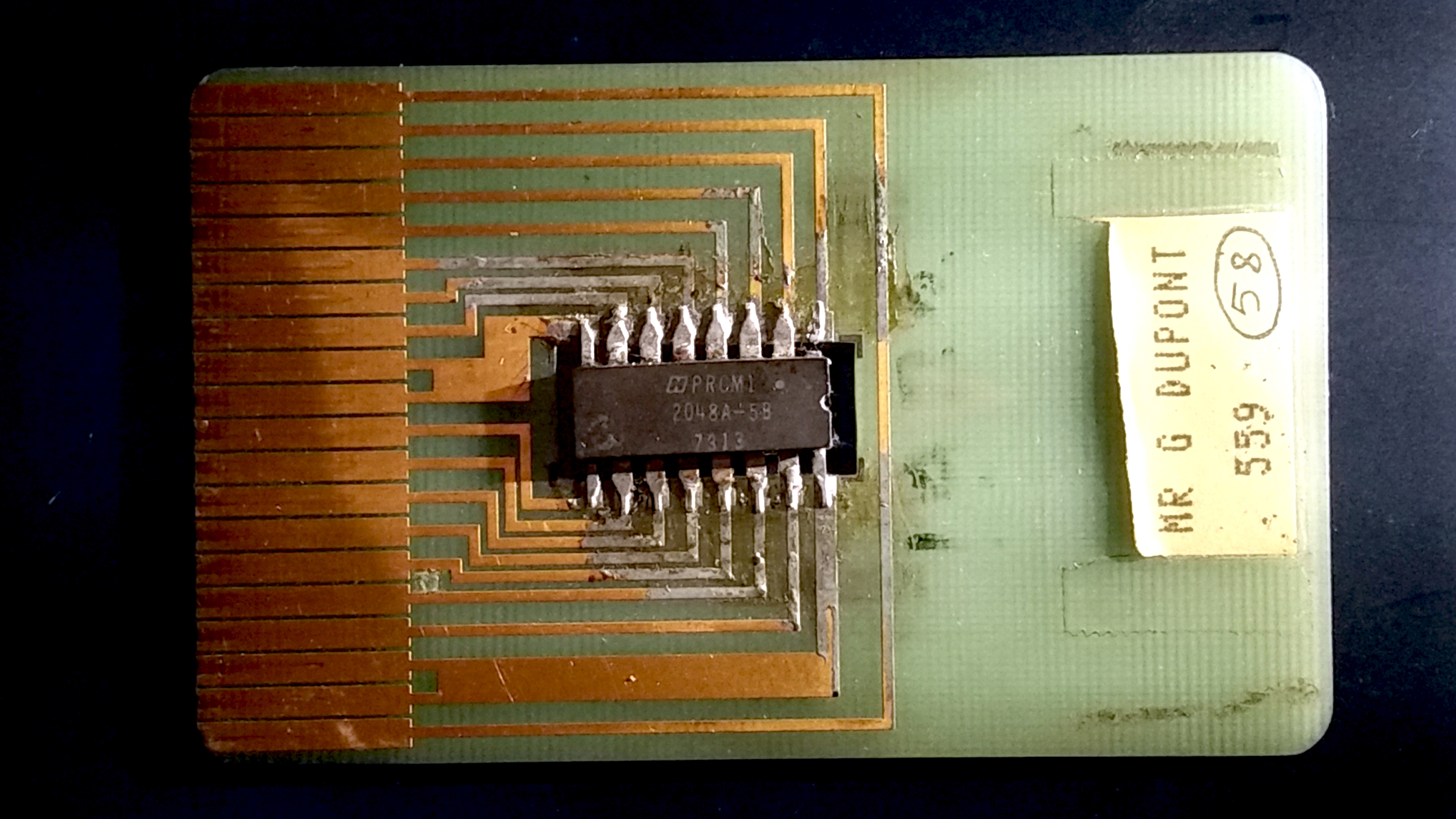
Prototyp der Speicherkarte von Roland Moreno mit einem 2 Kilobit PROM-Speicher, 1975

Ursprünglich wollte er sie als eine Art Siegelring einführen, mit dem sich Benutzer authentifizieren konnten. Ein erstes Projekt dazu nannte er nach einem Woody-Allen-Film TMR (nach dem Film Take the money and run von 1969), was er zu RMT umstellte für die Forschungsabteilung seiner Firma Innovatron. Bis 2012 verdiente er mit seiner Erfindung über 120 Millionen Euro. International war er dagegen zum Zeitpunkt seines Todes wenig bekannt; als Erfinder der Chipkarte gelten im Allgemeinen die Deutschen Jürgen Dethloff und Helmut Gröttrup mit einem Patent von 1969, das auf einer Erfindungsmeldung von Helmut Gröttrup vom 6. Februar 1967 beruht.
Auch später war Roland Moreno als Erfinder tätig, besonders auf dem Gebiet der Computermusik, speziell bei dem heute nicht mehr existierenden Online-Musik-Sender Radio Deliro. Er selbst nannte Johann Sebastian Bach (siehe BACHotron), Mozart und Boris Vian als seine bevorzugten Musiker.
In Frankreich hatte man von ihm wegen seines Aussehens und Auftretens – er hatte den Ruf etwas unorganisiert zu sein – das Bild des verrückten Erfinders. Er bastelte verspielte Geräte, u. a. zur synthetischen Erzeugung von Vogelgezwitscher (l'oiseau électronique, 1968), eine elektronische Version für den Münzwurf „Kopf oder Zahl“ (machine à tirer à pile ou face, Matapof, 1968) und zur Generierung künstlicher Wörter (le radoteur, 1975). Der Film Die Dinge des Lebens (1970) enthält auf ihm beruhende Szenen, die den jugendlichen Erfinder als Sohn Bertrand inmitten seiner selbstgebauten Objekte darstellen. Er diente auch als Vorlage für den Erfinder eines Liebes-Computers in dem französischen Film Les Sous-Doués en Vacances (1982). 
Er veröffentlichte mehrere Bücher, darunter ein Kochbuch unter dem Pseudonym Laure Dynateur (das in der Aussprache an l'ordinateur erinnert, im Französischen ein Wort für Computer).
2008 erlitt er eine Embolie.
2009 wurde er Offizier der Ehrenlegion. 1996 erhielt er zusammen mit Dethloff den Technologiepreis der Eduard-Rhein-Stiftung für die Erfindung und Erfindung von Chipkartentechnologien.

## Veröffentlichungen
- Roland Moreno: Théorie du bordel ambiant, souvenir de l'irréversible. Livre de poche, 1992, ISBN 978-2-253-05895-3 (französisch).
- Roland Moreno: Carte à puce, l'histoire secrète. L'Archipel, Paris 2002, ISBN 978-2-84187-348-7 (französisch, 213 S., cigref.fr [PDF]).